# Lake County (Oregon)
Lake County je okres ve státě Oregon v USA. K roku 2010 zde žilo 7 895 obyvatel. Správním městem okresu je Lakeview. Celková rozloha okresu činí 21 647 km². Na jihu sousedí se státy Nevada a Kalifornie.

## Sousední okresy
| Růžice kompasu |                                      | Deschutes County     |               | Růžice kompasu |
| Růžice kompasu | Klamath County                       | Sever                | Harney County | Růžice kompasu |
| Růžice kompasu | Klamath County                       | Lake County (Oregon) | Harney County | Růžice kompasu |
| Růžice kompasu | Klamath County                       | Jih                  | Harney County | Růžice kompasu |
| Růžice kompasu | Modoc County (CA) Washoe County (NV) |                      |               | Růžice kompasu |